# Парк усадьбы Кирилла Разумовского (Батурин)
Парк дворцово-паркового ансамбля К. Разумовского — памятник садово-паркового искусства местного значения в Батурине Бахмачского района Черниговской области. Парк — составляющая дворцово-паркового ансамбля гетмана Кирилла Разумовского, построенного в 1799—1803 годах на южной окраине Батурина.
Памятник находится на государственном учете, входит в состав Национального историко-культурного заповедника «Гетманская столица».

## История
Проект строительства дворцово-паркового ансамбля Кирилла Разумовского создал шотландский архитектор на российской службе Чарльз Камерон. Имя этого известного архитектора указано на чертежах дворца, датированных 1799 годом. Камерон лаконично соединил парк с палладианской архитектурой дворца.
Судьба парка оказалась трагичной. В 1887 году полуразрушенный дворец попал в ведение Киевского военно-окружного управления. В этот период парк претерпевает значительные разрушения, ведь его территория служила непосредственным местом сосредоточения военных маневров и учений.
Сохранился генплан усадьбы за 1891 год, на котором показана её планировочная структура: дворец, два флигеля, соединённых с дворцом решётчатой на кирпичных столбах оградой и сплошной каменной ограды территории. На этот план нанесена и схема приусадебного парка с аллеями и остатками насаждений, которые подписаны как липовая роща.
В 1905 году военное ведомство начало систематическое уничтожение ансамбля. В этот период состояние парка усадьбы Разумовского описывает исследователь Федор Горностаев: «За домом поместился столетний парк. Но это название звучит жалкой насмешкой — он в большей части уже вырублен и запущен. Нет следов былых аллей, нет признаков разбивки сада, все превратилось в пастбище для стада. Площадка перед домом вероятно была разбита под „регулярный сад“, окрестный вид с нея чудный».
В акте обследования парков Батурина от 25 сентября 1959 года о парке К. Розумовського указано: «вырублен еще до Великой Отечественной войны, примерно в 1937 году, по распоряжению бывшего председателя райисполкома Деревянко. В настоящий момент следов от парка почти не осталось».
На конец XX века на территории ансамбля от старого парка осталось лишь несколько старых лип.

## Восстановление

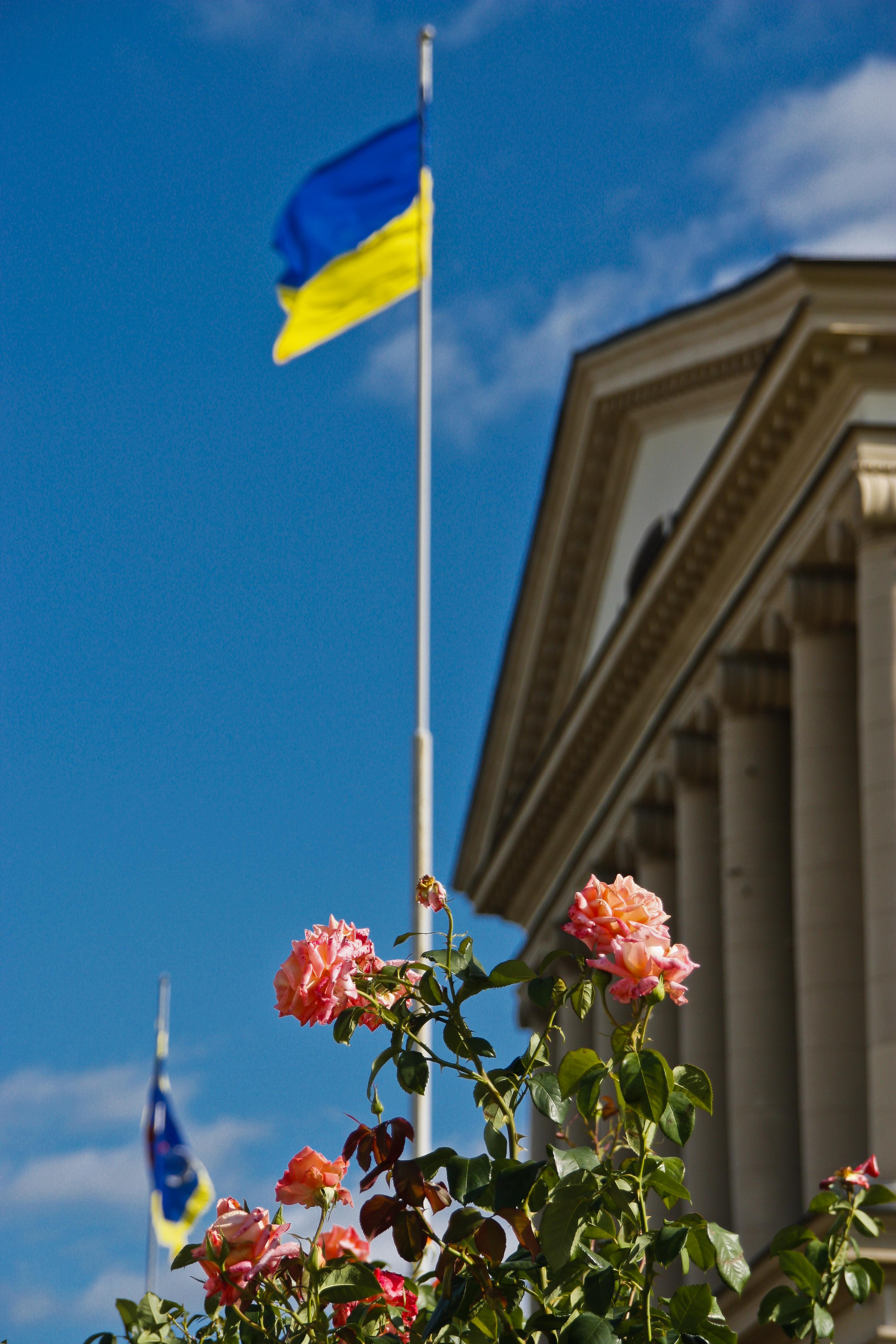
Дворец Кирилла Разумовского

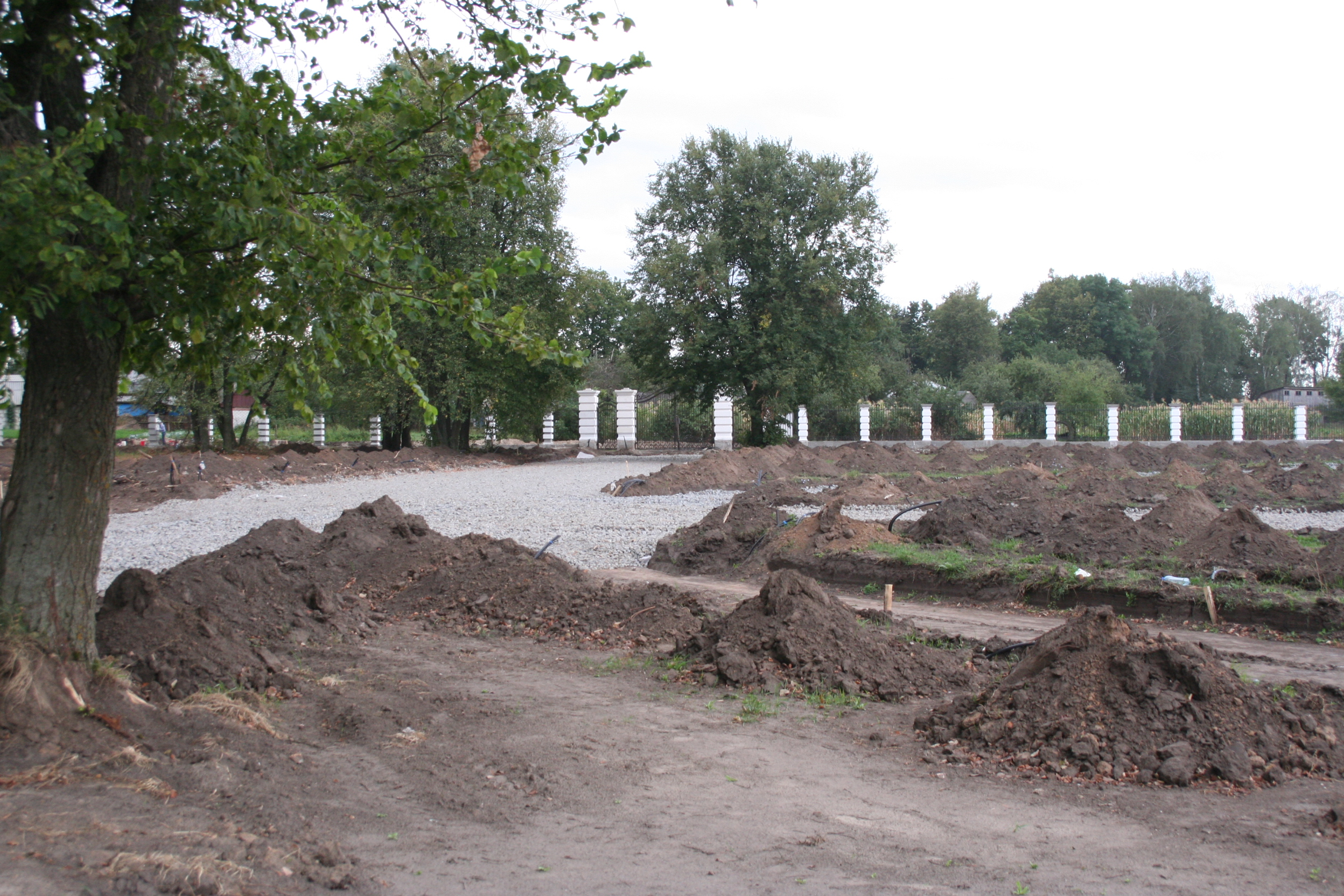
Благоустройство территории, 2009 г.

Восстановление регулярного парка на территории дворцово-паркового ансамбля К. Розумовского началось в 2009 году по проекту благоустройства, разработанному институтом УкрНДИпроектреставрация. Виды озеленения избраны согласно историческим материалам. В 2009 году воссозданы планировочная структура территории и тип покрытия. В сочетании элементы создают целостный образ дворцово-паркового ансамбля конца ХVІІІ — начала ХІХ века.
Разбитые аллеи засеяны газонной травой и обрамлены тремя рядами самшита (общее количество — 13 000 шт. кустов). Между линиями зеленых бордюров посажены конусовидной формы ёлки «соnіса» (126 шт.) возрастом 18-20 лет. Одним из главных приёмов воссоздания исторической среды является посадка липы мелколистной (126 шт.). Несколько старых лип, которые сохранились от старого парка, сохранены и являются изюминкой восстановленного регулярного парка. На фронтальной линии, которая является условной линией аутентичной ограды между дворцом и флигелями посажена двумя рядами туя (130 шт.). Эта посадка объединяет здания ансамбля в одно целое.
Украшением парка является тысяча роз, высаженных перед центральным входом во дворец К. Разумовского в 2009 году, которые поражают разнообразием цветов и запахов.

## Зелёные насаждения
Дендрофлора парка усадьбы Кирилла Разумовского: туя западная, липа мелколистая, декоративная форма ели канадской — «Коника» («Conica»), ель европейская , самшит, розы, гинкго билоба, магнолия Суланжа.
Парковые композиции дополняет партерный газон.

## Выставка «Прикоснись к истории»
Многое не сохранилось в дворцово-парковом ансамбле Кирилла Разумовского. Дворец особенно пострадал во время Второй мировой войны. Его главный фасад сейчас украшает стройный портик из 8 колон ионического ордера, но лишь три из них аутентичны.
Выставка «Прикоснись к истории» расположена на территории парка. На ней представлены фрагменты колон и других деталей украшения дворца Кирилла Разумовского, которые сохранились.

## Посещение
Парк усадьбы Кирилла Разумовского в Батурине открыт для посещения ежедневно с 9 до 18 часов.
Парк часто выбирают молодожёны и выпускники для фотосессий. На территории парка проводятся выездные церемонии.

## Галерея

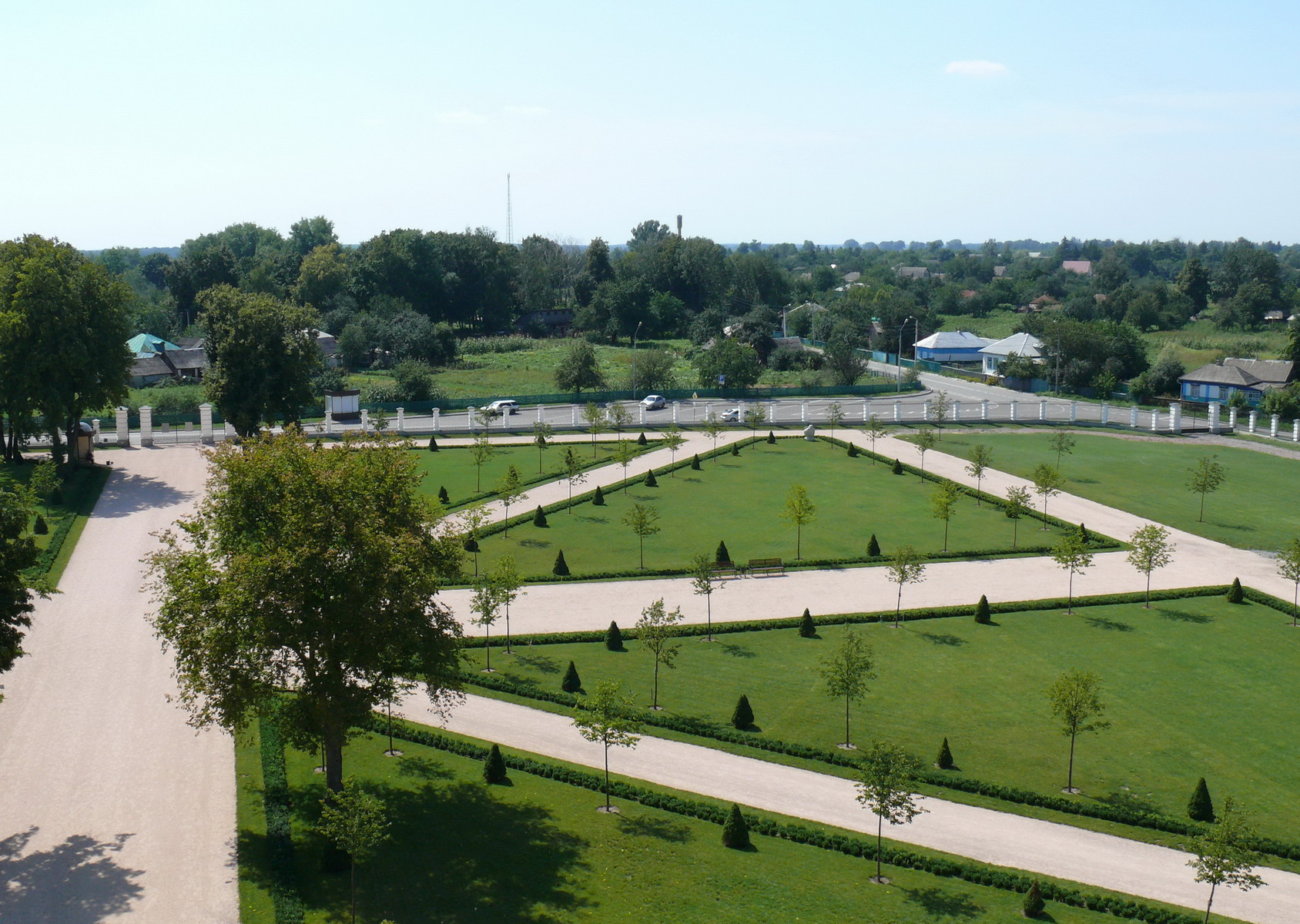
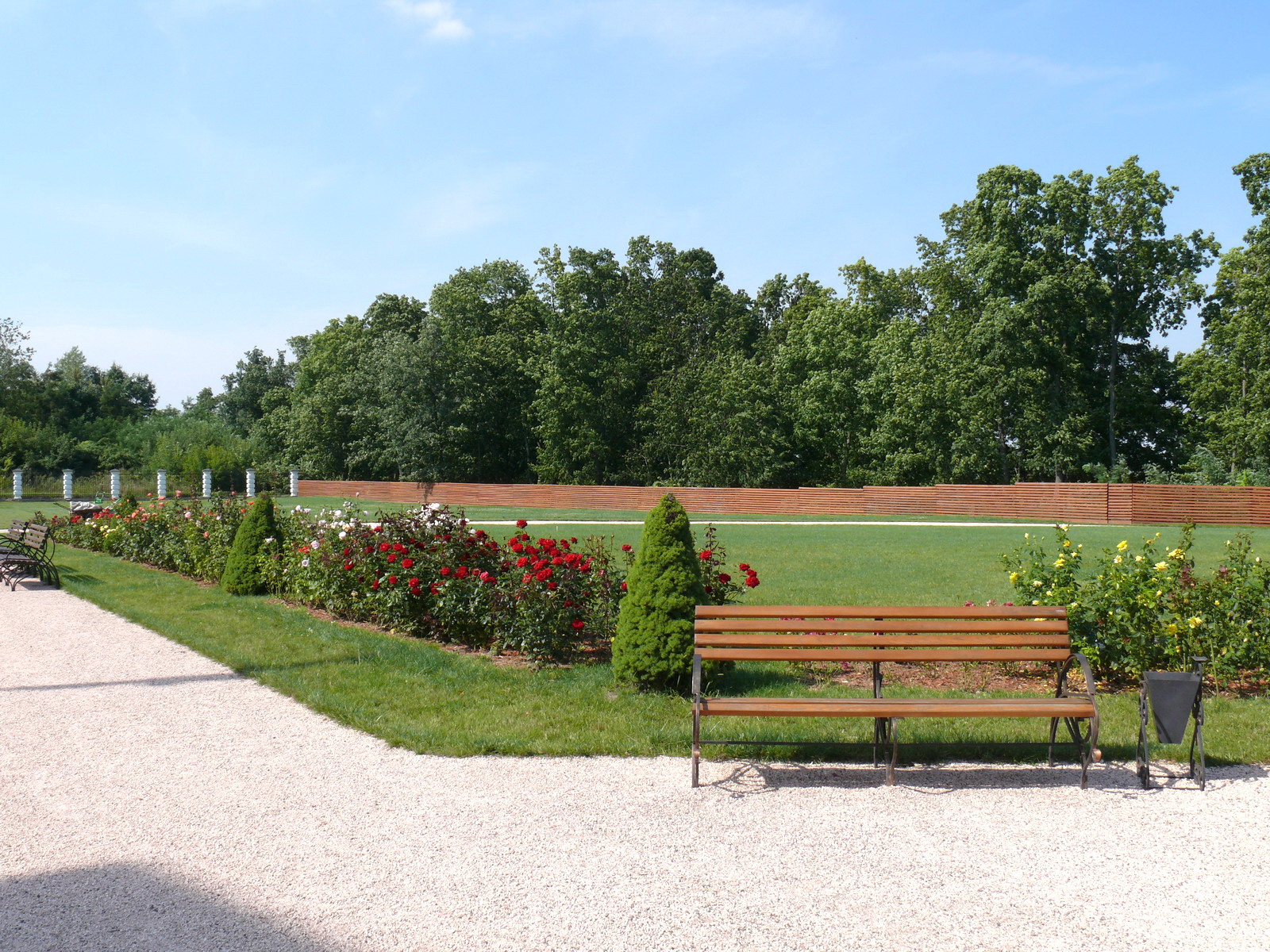
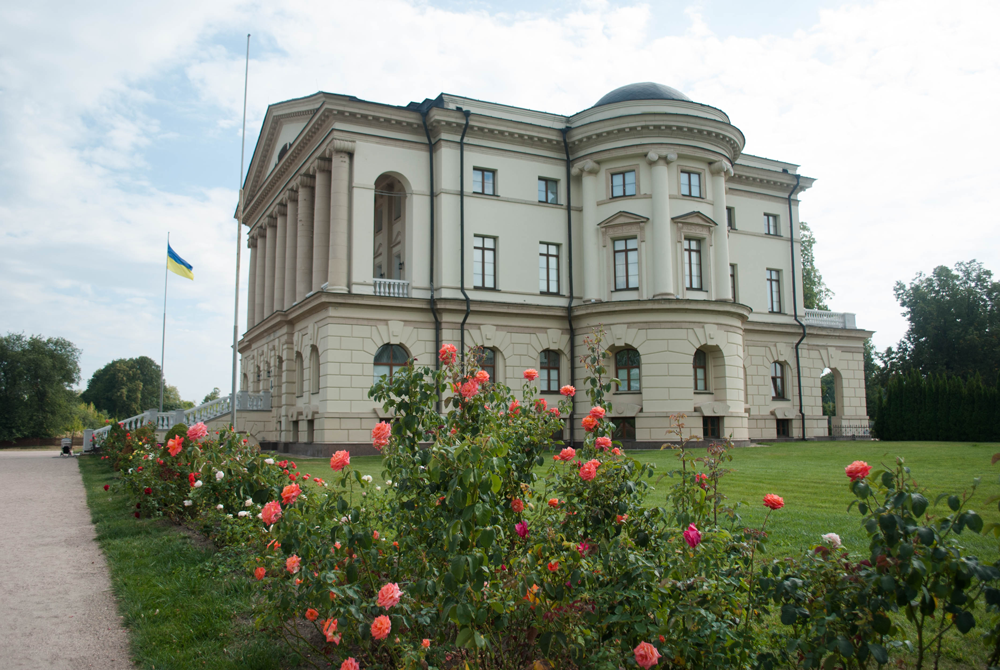
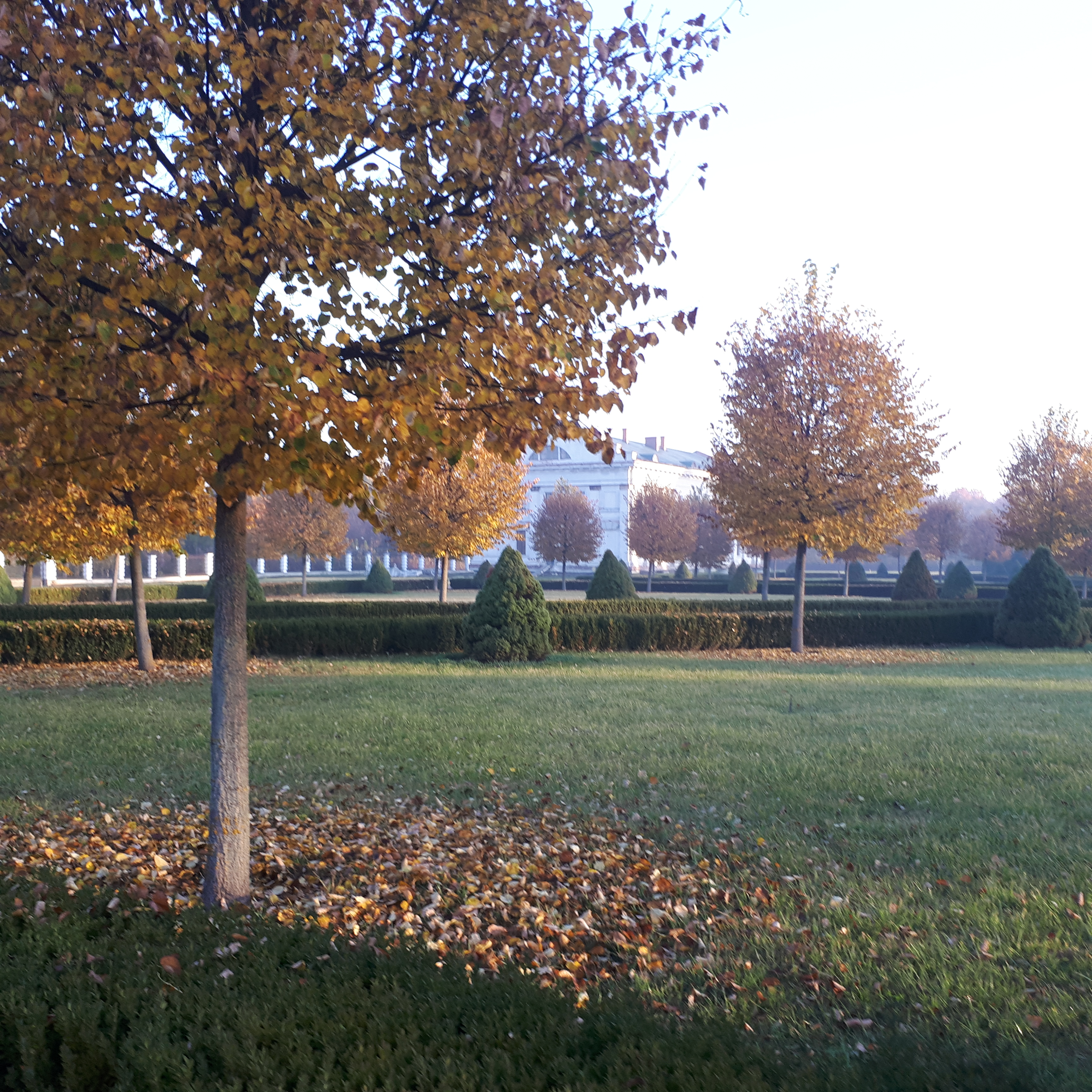
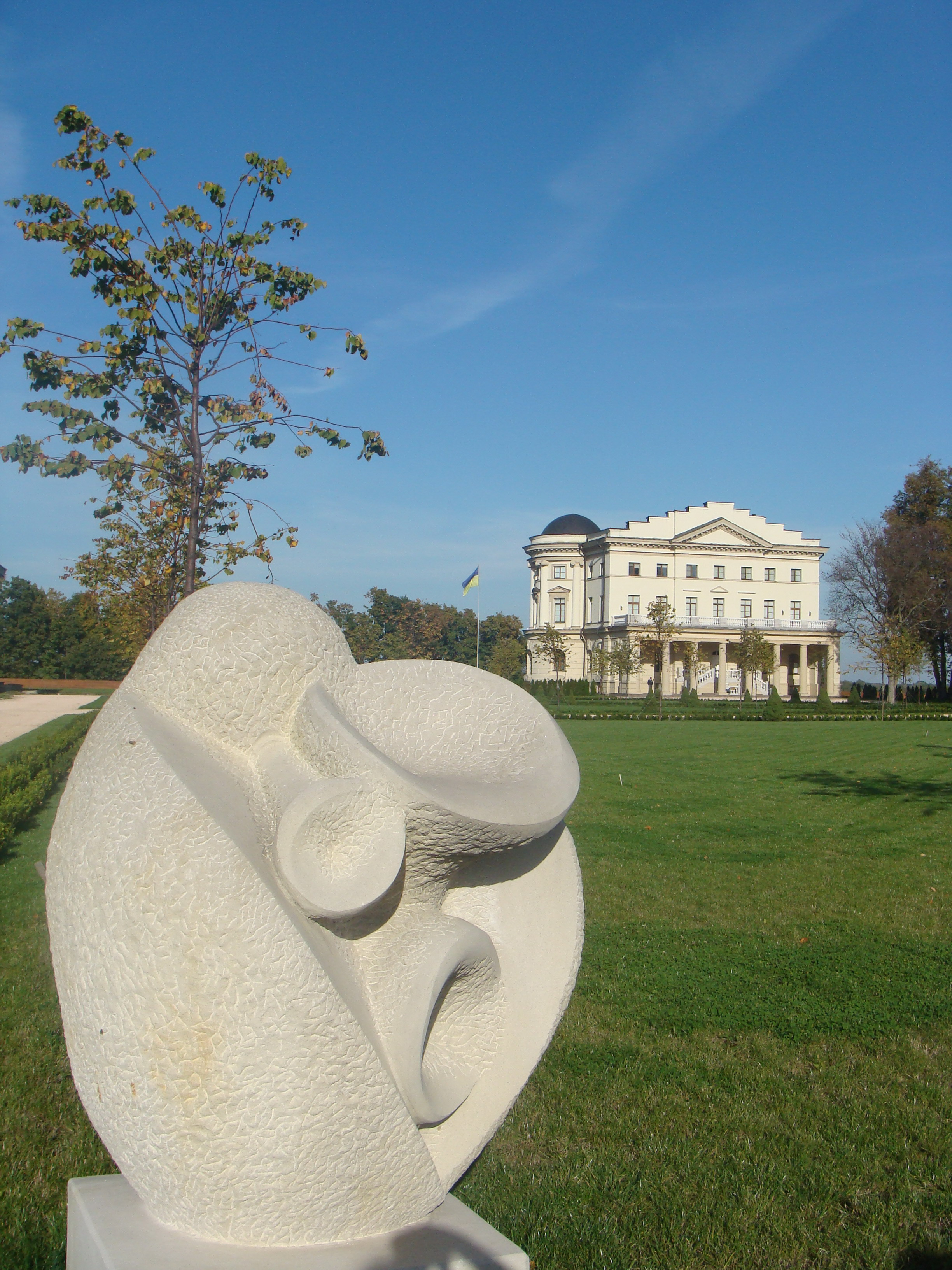
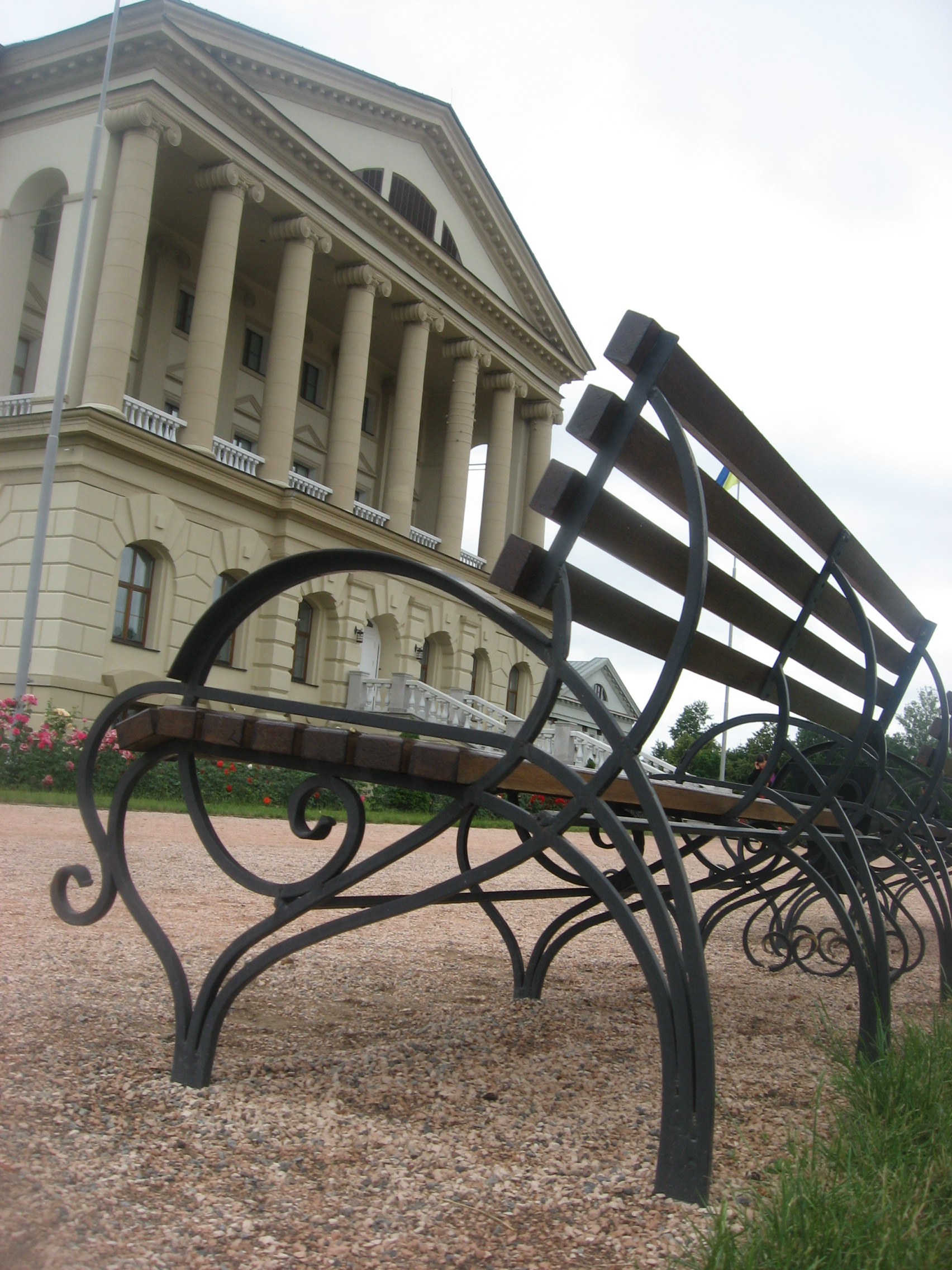